# Infirmerie (Herkenrode)
De Infirmerie op de Herkenrodesite is een gebouw bestemd voor de ziekenzorg van de voormalige Abdij van Herkenrode te Hasselt. Het werd in 1658 in barokke stijl gebouwd onder het abbatiaat van abdis Anna Catharina de Lamboy. Dat gebouw verving de oude infirmerie van omstreeks 1522. Die oude infirmerie werd verbouwd tot zusterverblijven en werd na de opheffing van de abdij omgevormd tot schuur .

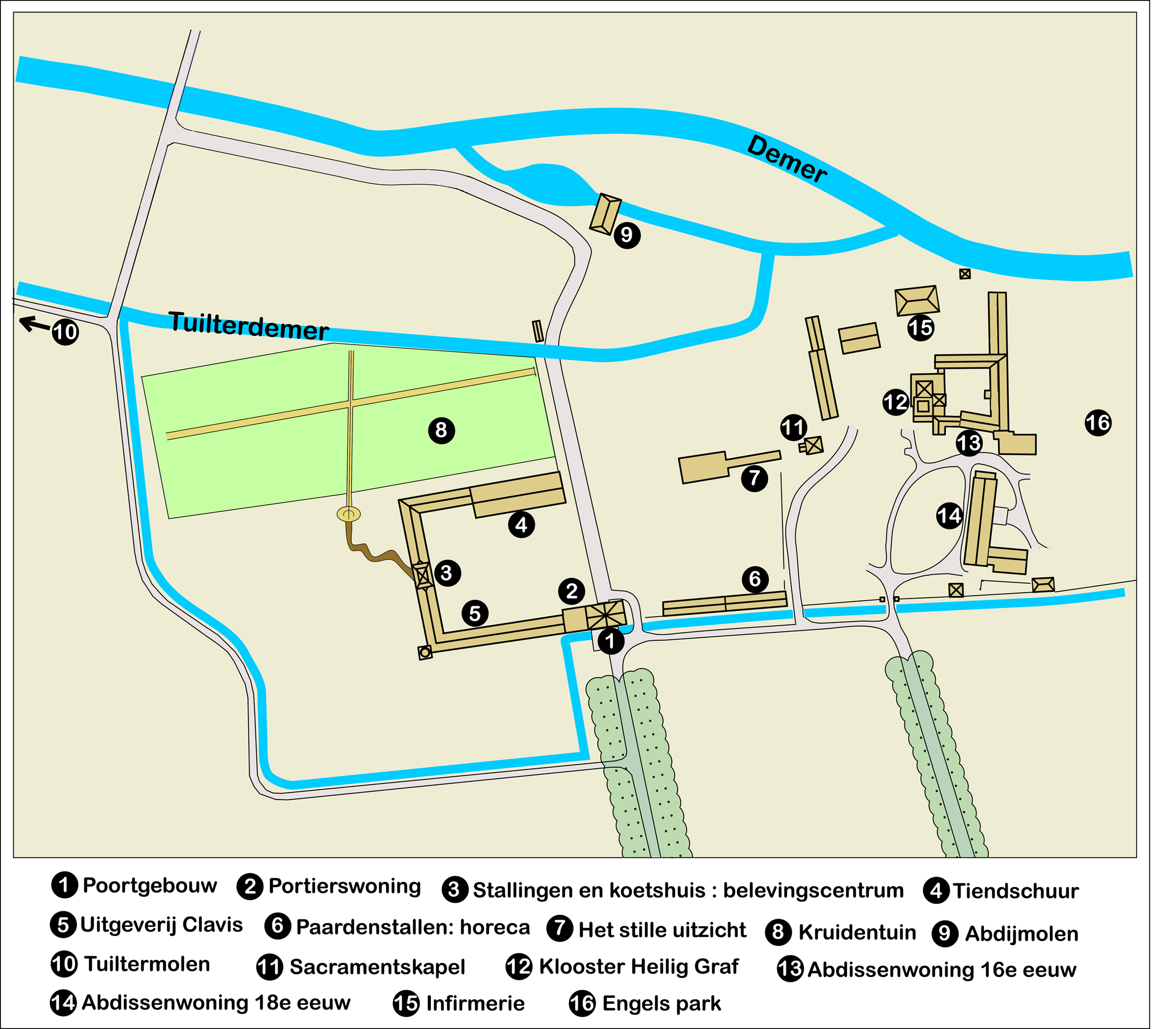
Situatieplan abdij van Herkenrode.
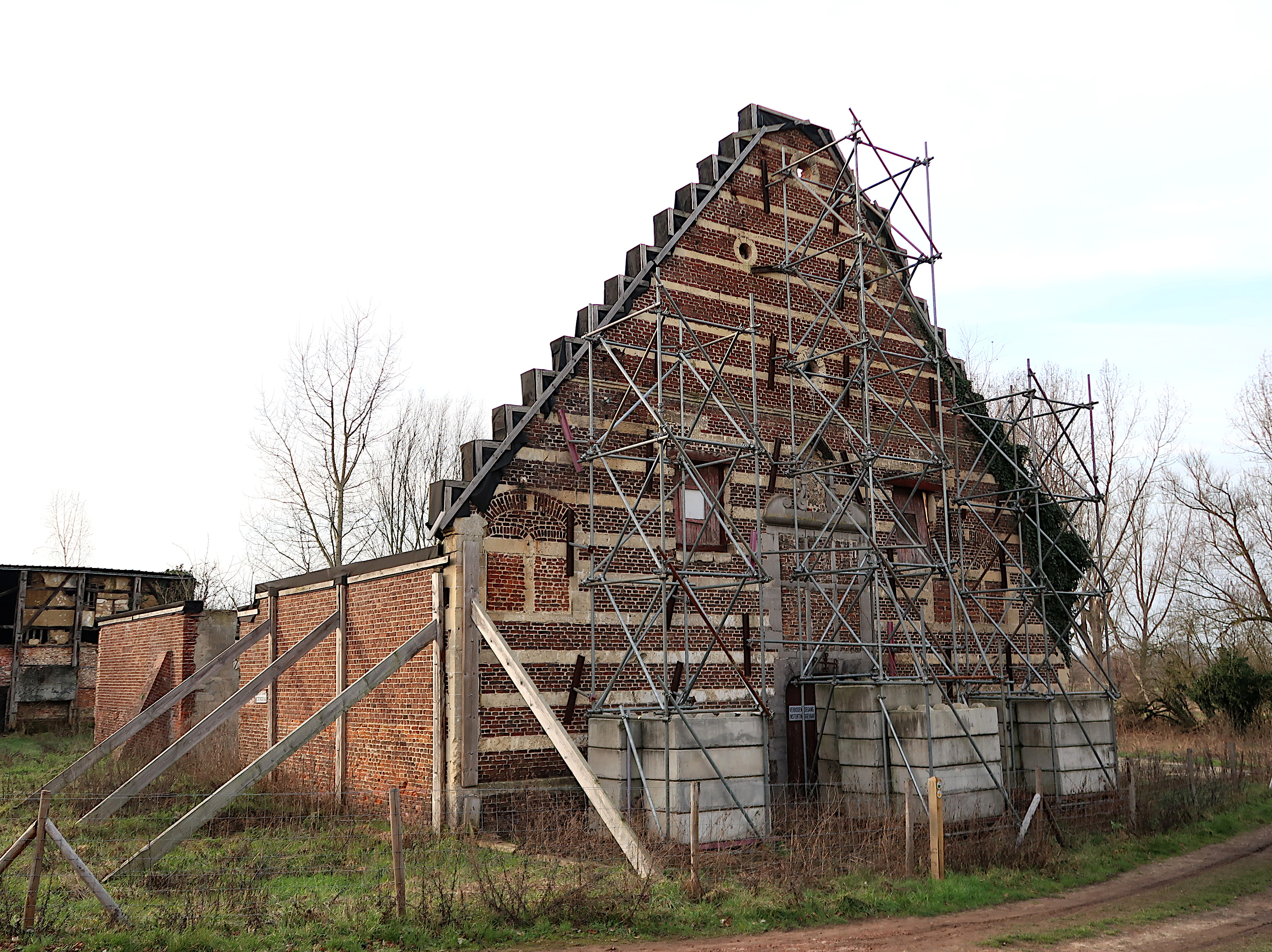
Ruïne van de oude infirmerie (1522)
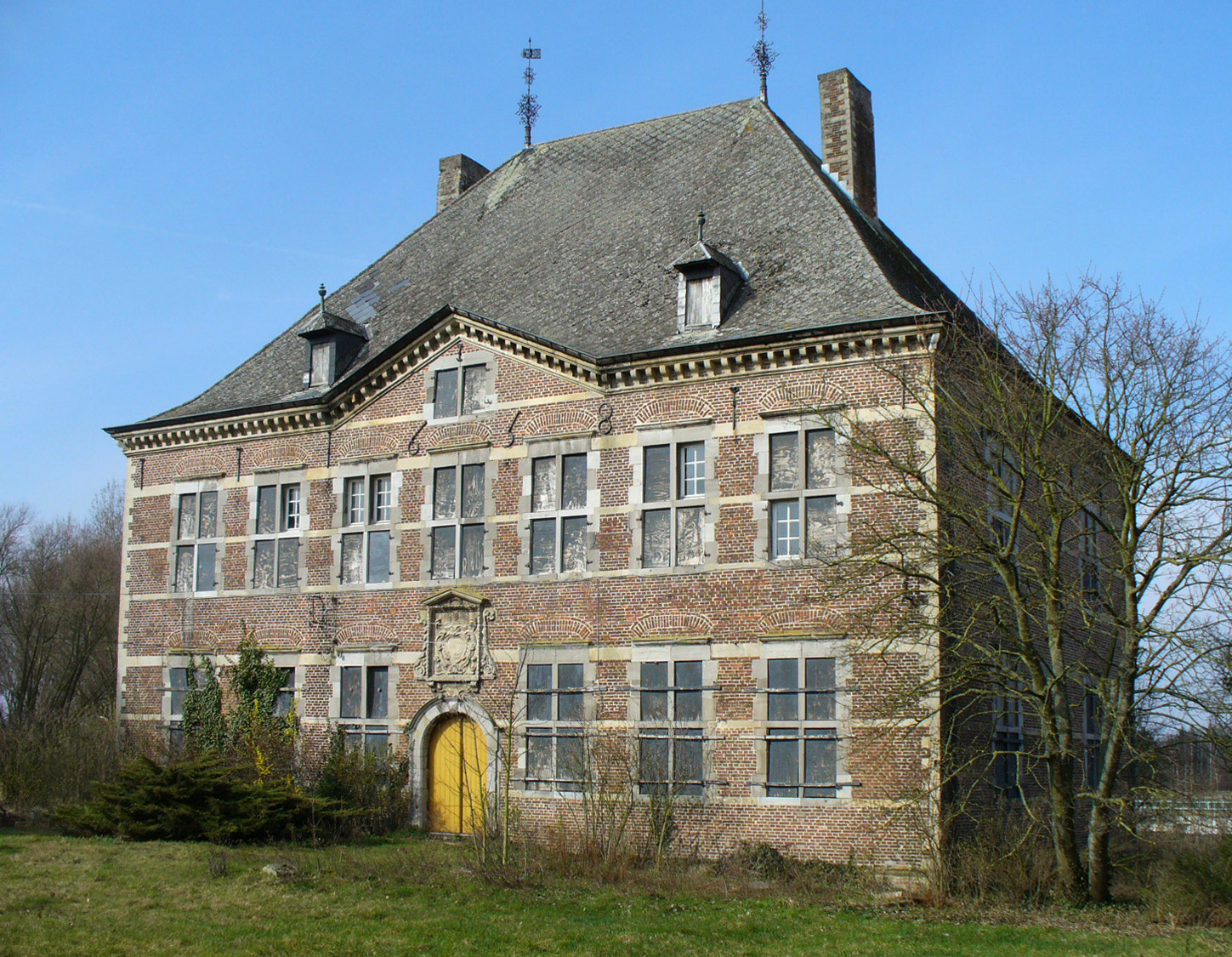
De infirmerie met muurankers gedateerd 1658 met wapen van abdis de Lamboy boven inkomdeur.
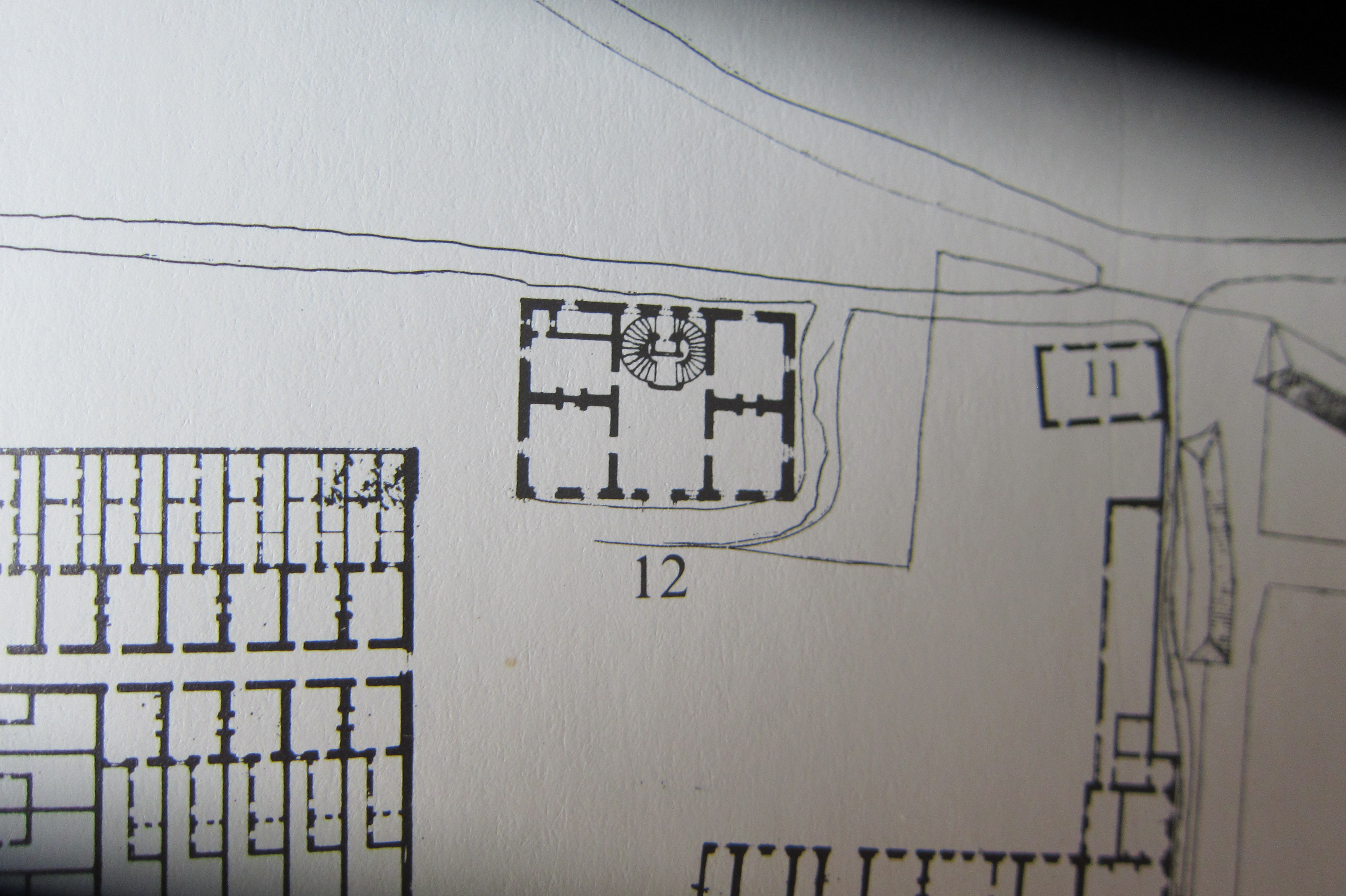
Grondplan infirmerie abdij van Herkenrode (12), opgemeten door architect L.B.Dewez, 1768.

## Beschrijving van het gebouw
De barokke infirmerie is een bakstenen breedhuis van het dubbelhuistype met twee bouwlagen onder hoog schilddak (kunstleien). De kroonlijst, muur- en hoekbanden zijn van mergelsteen en kalksteen voor de omlijstingen der muuropeningen. Het bouwjaar 1658 is verwerkt in de muurankers aan de voorgevel. Het geheel is uitgevoerd in Maaslandse gevelarchitectuur met natuurstenen speklagen en hoekblokken, de kruisramen en consoles onder de kroonlijst. Daarbij werden streekeigen materialen aangewend zoals roodbruine baksteen, geelgrijze Maastrichtersteen en lichtgrijze maaskalksteen. 

Het interieur bevat een ruime hal met altaar tussen twee kwartslagtrappen. In elk vertrek bevindt er zich een rug aan rug gebouwde renaissanceschouw. Het grondplan van het gebouw is uniek omdat het breekt met de traditie van een typische middeleeuwse kloosterinfirmerie waar men koos voor een grote hal met een kapel met het geloof dat bezinning en gebed de beste heelmiddelen waren.

## Bestemming van het gebouw
Het gebouw was eertijds in gebruik voor de ziekenzorg van de kloosterlingen als trasitieplek tussen leven in de abdij en de dood. Momenteel (2022) staat het gebouw leeg en wacht het op een passende bestemming. Herita en met name ingenieur architecte Marijke Houvenaghel, is begonnen met de vooronderzoeken voor de restauratie. Men onderzoekt of er opnieuw kan gewoond worden door pelgrims of toerisme met meer diepgang. Men wil de site alleszins als erfgoed openstellen voor het publiek.